# Litteraturåret 1937

## Priser och utmärkelser
- Nobelpriset – Roger Martin du Gard, Frankrike[1]
- De Nios Stora Pris – Gustaf Hellström
- Kungliga priset – Ebbe Tuneld
- Tollanderska priset – Sally Salminen

## Nya böcker

### A – G
- Att övervinna världen av Hjalmar Gullberg
- Bilbo – En hobbits äventyr av J.R.R. Tolkien
- Bokhandlaren som slutade bada av Fritiof Nilsson Piraten
- Byar under fjäll av Stina Aronson
- De släckta metropolerna av Leif Erikson (Rütger Essén)
- Det torra trädet savas av Emil Hagström
- Drottning Grågyllen, historisk roman av Moa Martinson
- En bondes dagbok av Gustav Hedenvind-Eriksson
- Förvandlingens tid av Emil Hagström
- Genius av Pär Lagerkvist

### H – N
- In parenthesis av David Jones
- Kärleksflickan av John Cleland
- Min gyllene väg från Samarkand av Jascha Golowanjuk
- Motsols, diktsamling av Moa Martinson
- Möss och människor av John Steinbeck
- Nunnornas hus av Agnes von Krusenstjerna

### O – U
- Offer av Jan Fridegård
- Sirensång av Artur Lundkvist
- Slutspel i ungdomen av Eyvind Johnson
- Statarna (del 2) av Ivar Lo-Johansson
- Stora famnen av Gösta Gustaf-Janson
- Svärmare och harkrank av Harry Martinson
- Sömnlös av Vilhelm Moberg
- Themsen flyter förbi av Josef Kjellgren
- Tretton år med Ivar Kreuger av Gunnar Cederschiöld

### V – Ö
- Varg bland vargar av Hans Fallada
- Världens ljus av Halldór Laxness (1937–40)
- Znachor av Tadeusz Dołęga-Mostowicz

## Födda
- 3 februari – Kaj Attorps, svensk författare, samhällsdebattör och översättare.
- 4 februari – Björner Torsson, svensk poet och arkitekt.
- 22 februari – Joanna Russ, amerikansk science fiction-författare.
- 27 februari – Peter Hamm, tysk poet, essäist och litteraturkritiker.
- 18 mars – Barbro Lindgren, svensk författare.
- 22 mars – Max Lundgren, svensk författare.
- 2 maj – Bengt Bratt, svensk författare, manusförfattare och dramatiker.
- 4 maj – Florjan Lipuš, österrikisk romanförfattare.
- 13 maj – Roger Zelazny, amerikansk fantasy- och science fiction-författare.
- 14 maj – Göran Tunström, svensk författare.
- 30 maj – Claes Andersson, finlandssvensk författare, översättare, psykiatriker och politiker.
- 28 juni – Juan José Saer, argentinsk författare.
- 2 juli – Madeleine Gustafsson, svensk författare, litteraturkritiker och översättare.
- 7 augusti – Annika Holm, svensk författare.
- 11 september – Tomas Venclova, litauisk poet och essäist.
- 22 september – Camilla Mickwitz, finländsk grafiker, animatör och författare.
- 17 oktober – Peter Nilson, svensk författare och astronom.
- 14 november – Björn Runeborg, svensk författare.
- 6 december – Björn Håkanson, svensk författare.
- 22 december – Annbritt Ryde, svensk konstnär och lyriker.
- 31 december – Nicolas Born, västtysk författare.

## Avlidna
- 20 januari – Valdemar Dalquist, 48, svensk skådespelare, författare, textförfattare och regissör.
- 15 mars – H.P. Lovecraft, 46, amerikansk författare.
- 30 april – Ernst Klein, 49, svensk författare och journalist.
- 19 juni – James Matthew Barrie, 77, skotsk författare.

### Fotnoter
1. ↑  ”Nobelpriset i litteratur”. https://www.nobelprize.org/prizes/lists/all-nobel-prizes-in-literature/. Läst 20 mars 2011.